# Jim Renwick (homme politique)
Pour les articles homonymes, voir James Renwick.
James Alexander Renwick  (29 novembre 1917-28 novembre 1984) est un homme politique provincial canadien de l'Ontario.

## Biographie
Né à Toronto, Renwick étudie le droit à l'Université de Trinity College, à l'Université de Toronto et au Osgoode Hall Law School. Enrôlé dans l'Armée canadienne durant la Seconde Guerre mondiale, il atteint le grade de capitaine. Il sera capturé par les Nazis près de Falaise peu après le Débarquement de Normandie.
De retour pour compléter ses études après la Guerre en 1947, il devient avocat du procureur-générale Roy McMurtry qui le qualifia de plus brillant avocat de sa génération.

## Politique
Impressionné par le récent Nouveau Parti démocratique formé en 1962. Il tenta sans succès de se faire élire député de Don Mills lors des élections de 1963.
Candidat lors de l'élection partielle de 1964, il devient député de Riverdale. Le NPD réalisa une percée majeure en 1967, alors que la conjointe de Renwick, Margaret Renwick, est également élue dans Scarborough-Centre. Le Renwick devinrent donc le premier couple à siéger dans une législature fédérale ou provinciale au Canada.
En 1968, il tente de prendre le contrôle du NPD en déclenchant un vote pour la chefferie, mais dû s'incliner devant le chef sortant Donald C. MacDonald.
Réélu en 1971, 1975, 1977 et 1981, il occupe le poste de président du Nouveau Parti démocratique du Canada de 1967 à 1969.
Lors de la course à la chefferie (en) de 1982 visant à remplacer Michael Cassidy, il supporte la candidature de Richard Johnston (en), mais ce dernier s'inclinera devant Bob Rae.
Il meurt en fonction d'une crise cardiaque le 28 novembre 1984.